# Timoneda (botànica)

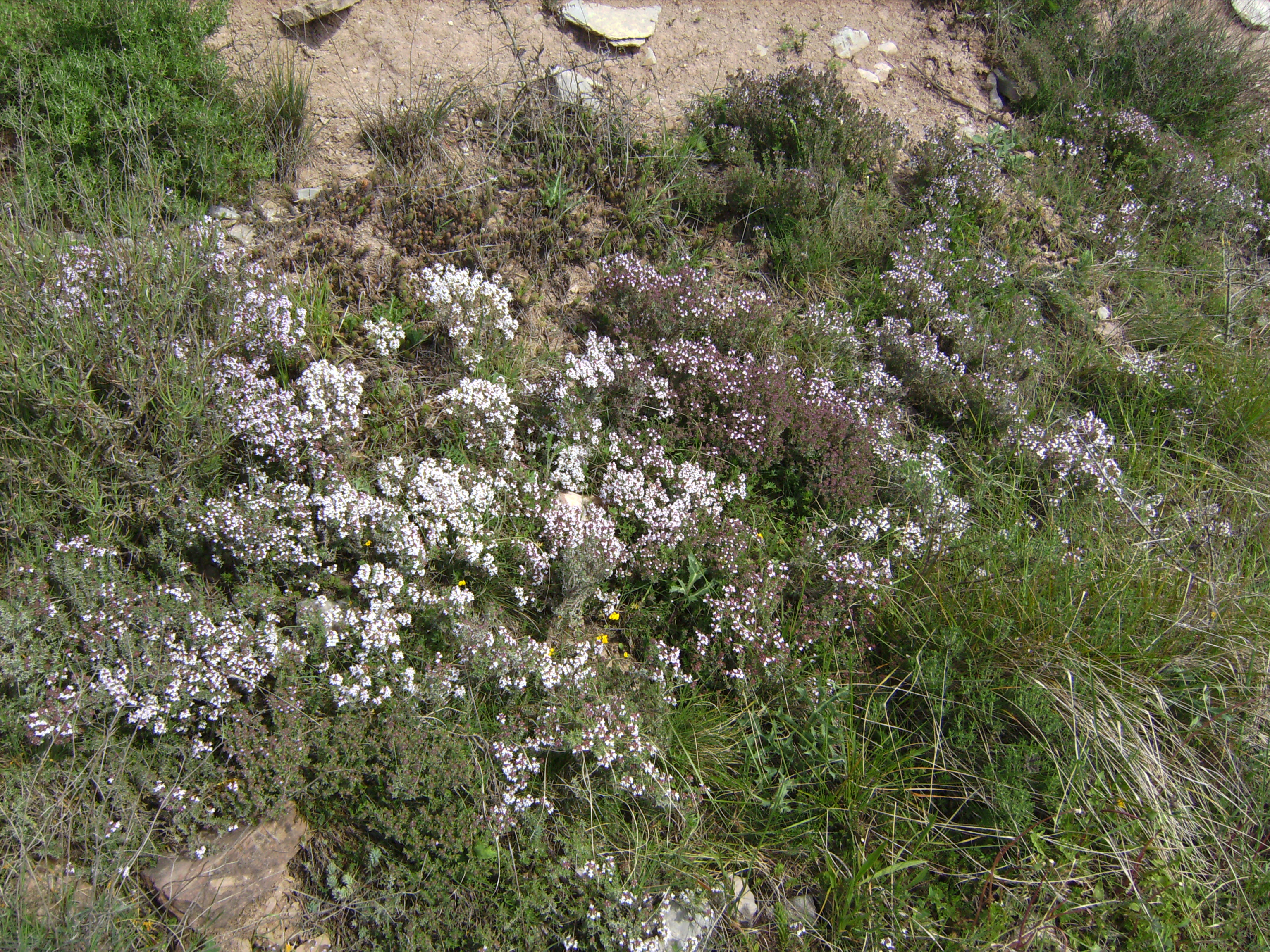
Timoneda florida a Castelltallat

Timoneda o farigolar és una formació de plantes plurianuals baixes subarbustives en la que dominen els timons (farigoles) i altres mates adaptades al dèficit hídric. També s'hi troben altres plantes amb hàbits diferents com gramínies, orquídies, etc. Les timonedes són comunes a la regió mediterrània, especialment a la península Ibèrica. Una de les timonedes més conegudes dels Països Catalans és la Timoneda d'Alfés amb unes 90 ha d'extensió i uns 300 tàxons vegetals que constitueix un espai natural del Pla d'Espais d'Interès Natural
La timoneda és un matollar secundari produït normalment perquè l'erosió del terreny, o la destrucció intencionada, a més de la pèrdua de la vegetació clímax fa perdre els horitzons superiors del sòl (A i B) restant únicament l'horitzó inferior directament sobre de la roca mare (horitzó C) que acostuma a ser de pH bàsic i més pobre en nutrients per a les plantes que els horitzons superiors. El sòl en aquestes condicions és pedregós i subesquelètic (prim). Les formes de vida dominants que es presenten en la timoneda està constituïda per camèfits i hemicriptòfits.
Les timonedes poden ser pasturades, pastura més aviat pobre, per ovelles i cabres en canvi per als bovins no són adequades.
Un exemple d'associació botànica d'una timoneda és l'associació Teucrio expansi-Thymetum mastigophori. que es dona a uns 1.000 m d'altitud a la província de Burgos amb les següents espècies dominants:
- Teucrium polium L. ssp. expansum (Pau) Borja & Rivas Goday (del gènere del Teucri)
- Thymus maligophorus Lacaita (Cavanillesia), (del gènere Thymus de la farigola)
- Serratula nudicaulis (L.) ssp
- Vincetoxicum officinale albarracinensis (Pau) Bor- Moench
- Sesleria argentea Savi var.
- Thymelaea ruisiSennen & Pau
- Carduncellus araneosus B.